# Гергенова, Василиса Владимировна
Василиса Владимировна Гергенова ― советский бурятский музыкант, Заслуженная артистка Бурятской АССР (1959).

## Биография
Родилась 15 июля 1920 года в селе Молька (на территории современного Усть-Удинского района Иркутской области.
В 1934 году вместе с родителями переехала в Улан-Удэ, где продолжила учёбу в бурятской средней школе. В школьные годы научилась играть на музыкальном инструменте монгольских народов ― моринхуре.
В 1940 году Гергенова была принята в создававшийся тогда оркестр Бурят-Монгольской филармонии, где начала исполнять партии первых моринхуров сопрано. Вместе с оркестром принимала участие в I декаде бурят-монгольского искусства в Москве в октябрь 1940 года.
После московской декады Василиса Гергенова поступила в Бурят-Монгольское театрально-музыкальное училище по классу моринхура, который вёл виолончелист Б.Б. Болдырев. В 1942 году стала музыкантом Национального ансамбля музыки, песни и танца «Байкал», где играла на моринхуре в его оркестре.
В 1945 году приняла участие в первой большой гастрольной поездке ансамбля песни и танца «Байкал» по Сибири и Дальнему Востоку, концерты прошли в Чите, Благовещенске, Хабаровске, Комсомольске-на-Амуре, Владивостоке. В 50-е годы в составе оркестра ансамбля совершила гастрольные поездки по многим союзным республикам СССР, а также за рубежом: в Монголии и Чехословакии.
В ноябре-декабре 1959 году Василиса Гергенова приняла участие во второй декаде бурятского искусства и литературы в Москве. По итогам этой декады была удостоена почётным званием «Заслуженная артистка Бурятской АССР» и награждена Почётной грамотой Президиума Верховного Совета РСФСР (1959 год).
Выйдя на пенсию в 1981 году, Василиса Владимировна Гергенова не оставила сцену: в том же году была приглашена в оркестр Бурятских народных инструментов имени Чингиса Павлова Бурятского телевидения и радио. Здесь играла до 1987 года. За многолетний добросовестный труд была награждена медалью «Ветеран труда».
Ушла из жизни 11 июля 2013 года в Улан-Удэ.